# Mbuyu
Mbuyu — газове родовище на сході Танзанії.
Родовище відкрили в західній частині розташованої біля столиці країни Дар-ес-Салам ліцензійної ділянки, де веде розвідку компанія з емірату Дубай Dodsal Hydrocarbons and Power. Внаслідок спорудження у 2016 році свердловини Mbuyu-1 виявили потужну газову колонну тріасового періоду. Це дало підстави оцінити ресурси відкриття в 167 млрд м³, втім, випробування у свердловині не провадились. Також можна відзначити, що імовірно родовище належить до нетрадиційних та пов’язане з породами малої проникності (tight field).